# Marina Jadrejčić
Marina Jadrejčić (Sveti Ivan kod Buzeta, 1959.) hrvatska spisateljica znanstvene fantastike

## Životopis
Svoju prvu novelu "S druge strane struje" objavila je u trinaestom broju Future 1993. godine., bio je to početak serijala o Istranima u stvarnoj tuđini - na planetu po imenu "Tiha". Drugi dio serijala "Smrt vrba" objavljen je 1994. godine, a "Ja imam jedan san" 1999. godine. "S druge strane struje" objavljena je osim na hrvatskome i na njemačkom jeziku 2004. godine. Osim ovog ciklusa, Marina Jadrejčić objavila je i "bankarski" serijal priča - parodija romana fantastike - "Bankarska posla", "Tko pjeva, zlo ne misli" i "Točno u podne". Za kratku priču "Tužna madona" (po kojoj je nazvana njena prva zbirka priča) dobila je 2003. godine Nagradu SFERA. 

## Djela
- "Tužna madona: zbirka priča", Zoro, Zagreb, 2008.